# گینور آرنولد
گینور آرنولد (انگلیسی: Gaynor Arnold؛ زادهٔ ۱ ژانویهٔ ۱۹۴۴) و اهل کاردیف ولز است. او ادبیات انگلیسی را در کالج سنت هیلدا، دانشگاه آکسفورد خوانده و دیپلمش را در رشته مطالعات اجتماعی در دپارتمان سیاست اجتماعی دانشگاه آکسفورد گرفته‌است.

## پیشینه
از اوایل دهه ۱۹۷۰، 'گینور آرنولد در اجباستون بیرمنگام، به عنوان مددکاری اجتماعی شورای شهر بیرمنگام  کار و زندگی کرده‌است. گینور در سال ۲۰۰۹ نویسندگی را به صورت تمام وقت شروع کرده ست.

## بررسی آثار
در سال ۲۰۰۸، رمان معروف او با نام (دختری با لباس آبی) توسط انتشارات تیندال استریت پرس چاپ شده و نامزد جایزه ادبی من بوکر و جایزه ادبیات داستانی زنان شد.